# ۳'-مونویدوتیرونین
۳'-مونویدوتیرونین (به انگلیسی: 3'-Monoiodothyronine) با فرمول شیمیایی C۱۵H۱۴INO۴ یک ترکیب شیمیایی با شناسه پاب‌کم ۱۲۲۰۵۶ است. که جرم مولی آن ۳۹۹٫۱۸ g/mol می‌باشد. 